# Dacelo
Dacelo is een geslacht van ijsvogels. Het geslacht telt vier soorten. 

## Kenmerken
Het zijn grote, tot 48 cm lange vogels die overwegend bruin, grijs, wit en wat blauw, gekleurd zijn. 

## Leefwijze
Het zijn geen viseters die aan water zijn gebonden, maar vogels die jagen op knaagdieren en ander klein gedierte, vooral reptielen zoals hagedissen en slangen. Ze leven in familieverband, waarbij de halfvolwassen jongen de ouders helpen om het volgende broedsel te verzorgen. Op deze wijze doen ze ervaring in broedzorg op en vergroten het voortplantingssucces van hun ouders.

## Verspreiding en leefgebied
Dit geslacht komt voor in Australië (inclusief Tasmanië), Nieuw-Guinea en de Aroe-eilanden.
Zij leven in half open landschappen met wat bos, maar komen ook wel in stadsparken. 

## Roep
De roep van de Kookaburra (Dacelo novaeguineae) klinkt als een uitbundige schaterlach.

## Soorten
- Dacelo gaudichaud  – Roodbuikkookaburra
- Dacelo leachii  – Blauwvleugelkookaburra
- Dacelo novaeguineae  – Kookaburra
- Dacelo rex  – Kikkerbekijsvogel
- Dacelo tyro  – Aroekookaburra

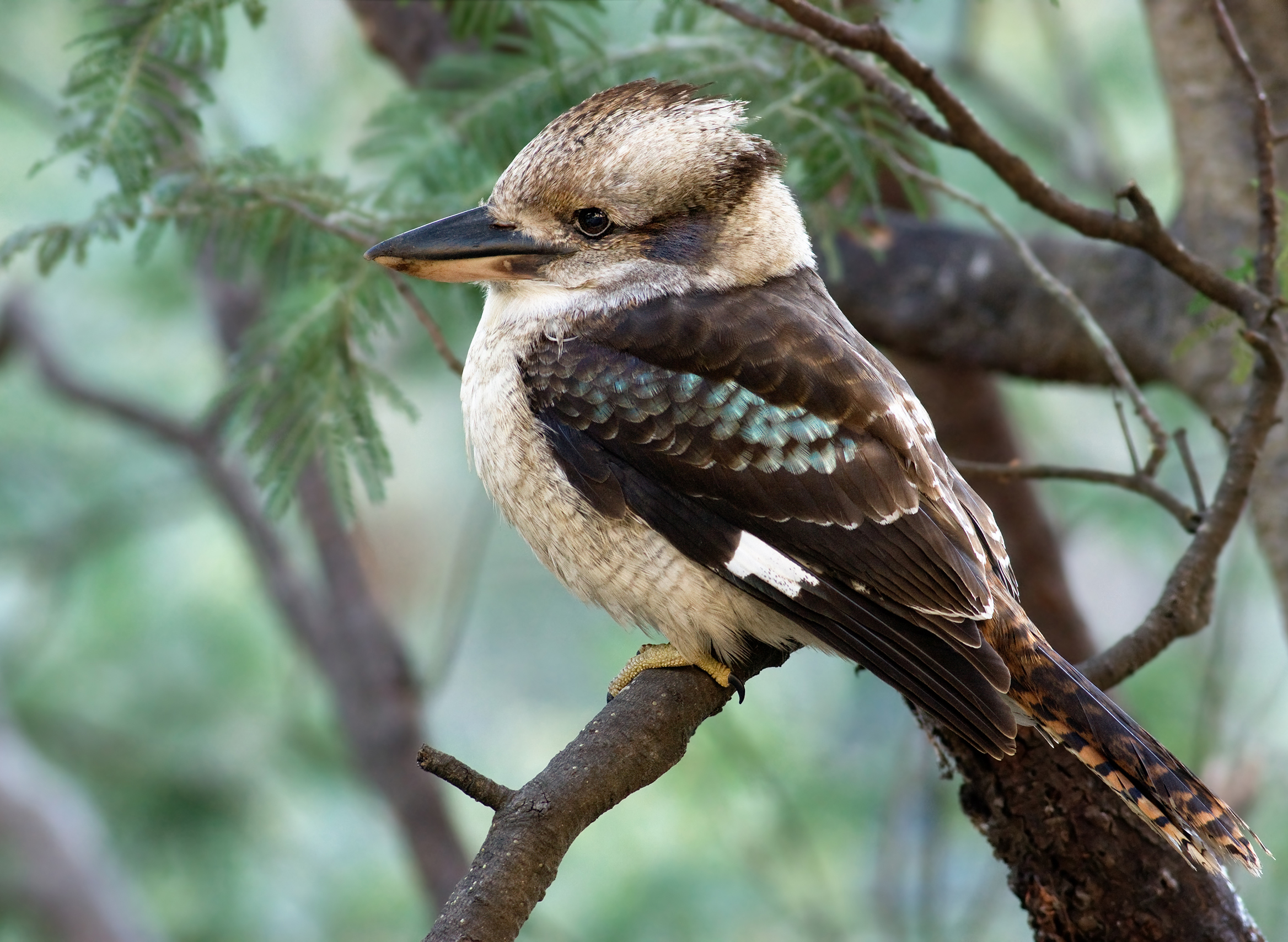
Kookaburra
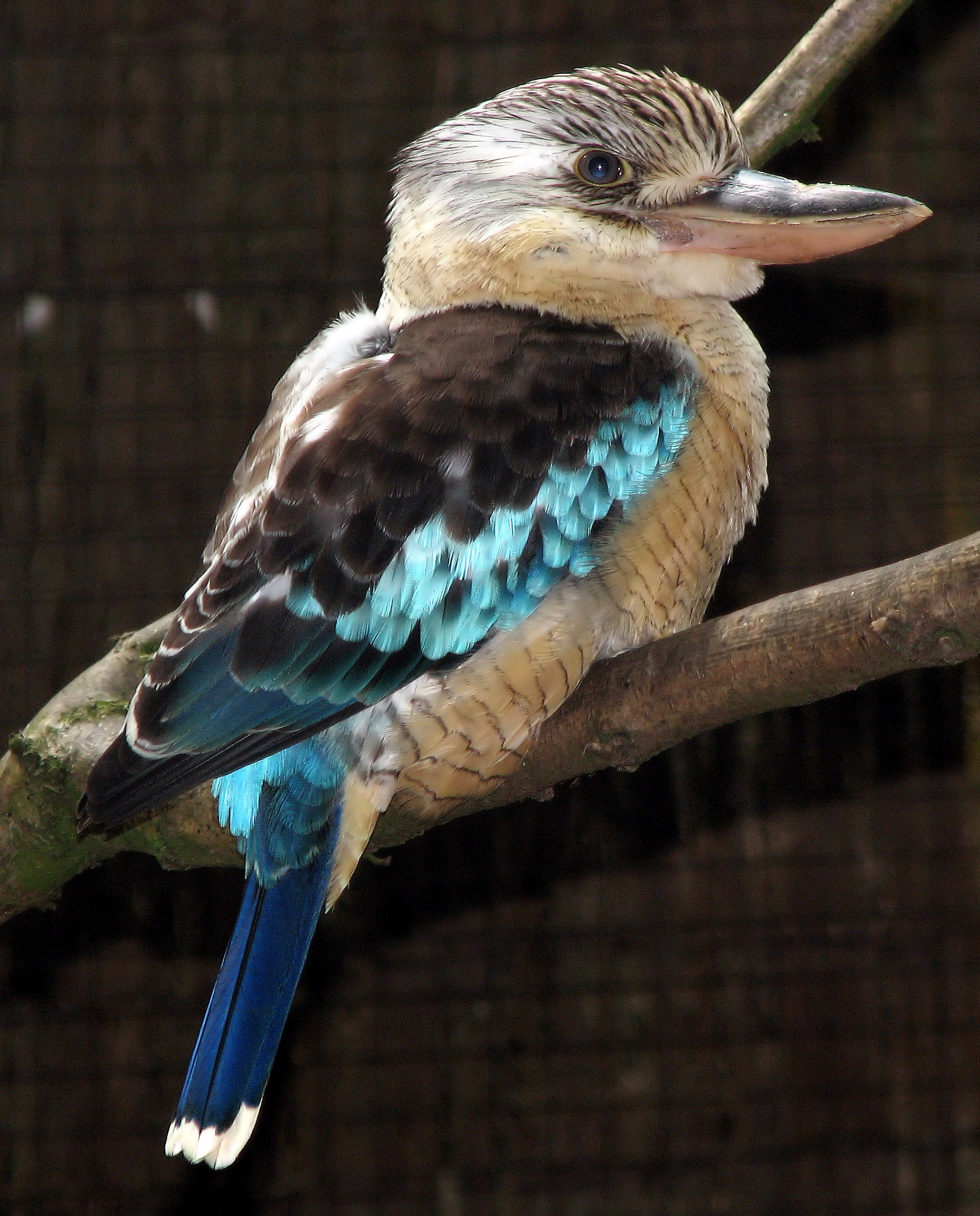
Blauwvleugelkookaburra
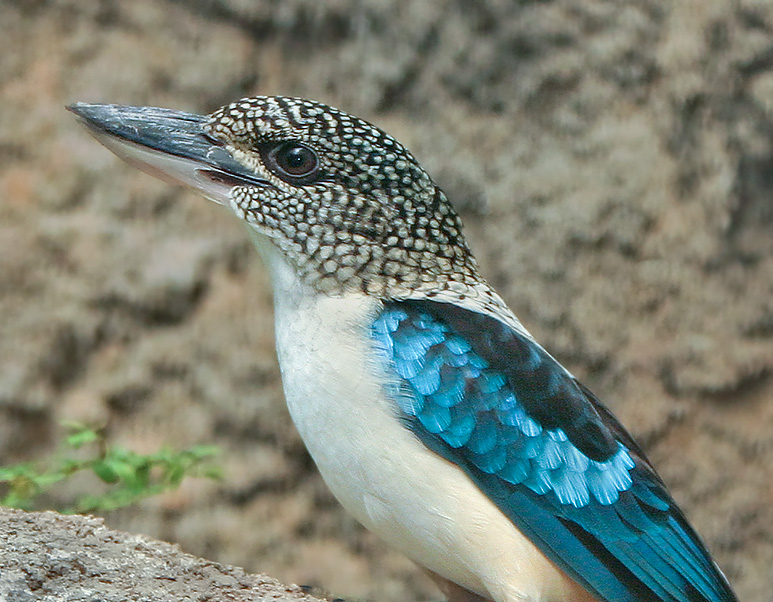
Aroekookaburra
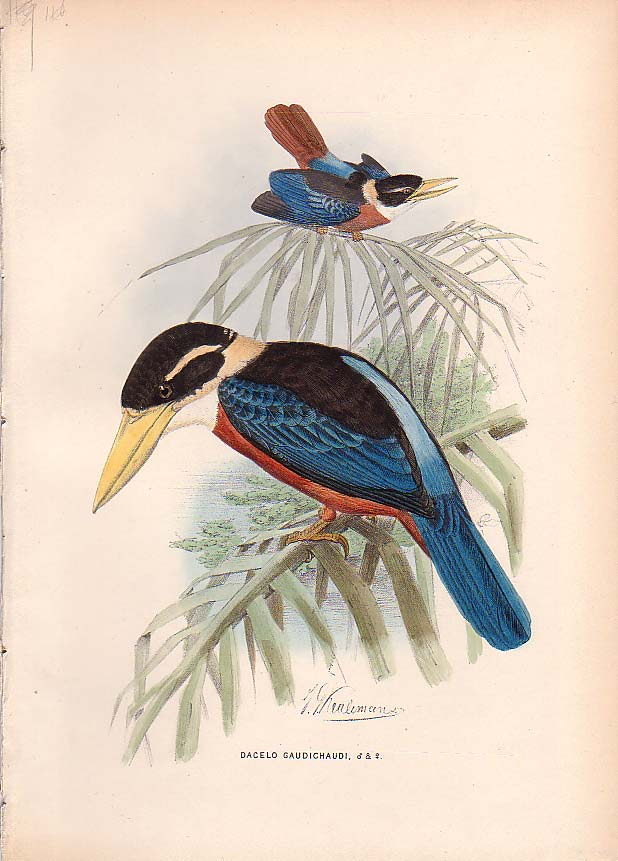
Roodbuikkookaburra
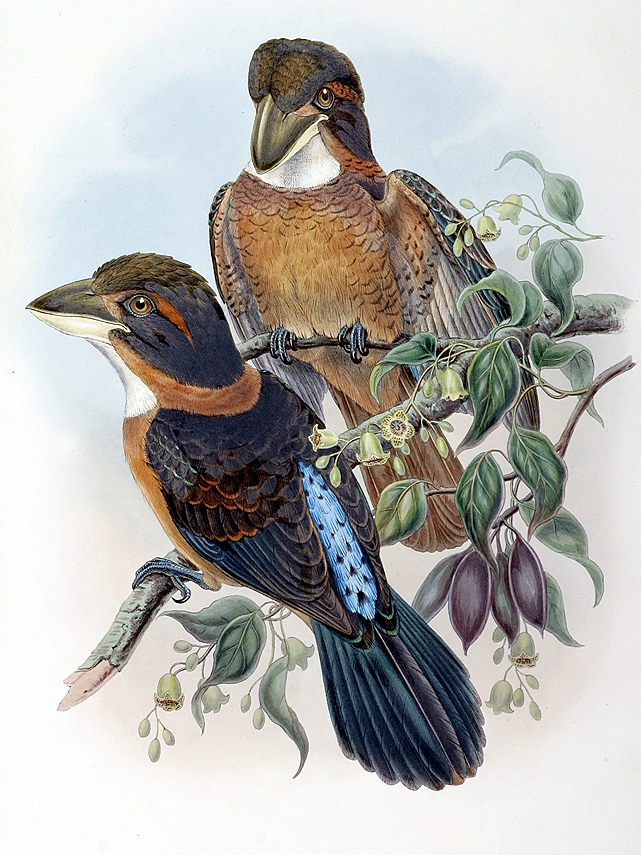
Kikkerbekijsvogel